# Wigry (wieś)
Wigry – wieś w północno-wschodniej Polsce, w województwie podlaskim, w powiecie suwalskim, w gminie Suwałki.
Wieś duchowna położona była w końcu XVIII wieku w powiecie grodzieńskim województwa trockiego. W latach 1975–1998 miejscowość administracyjnie należała do województwa suwalskiego.
Miejscowość leży w obrębie Pojezierza Suwalskiego nad jeziorem Wigry.

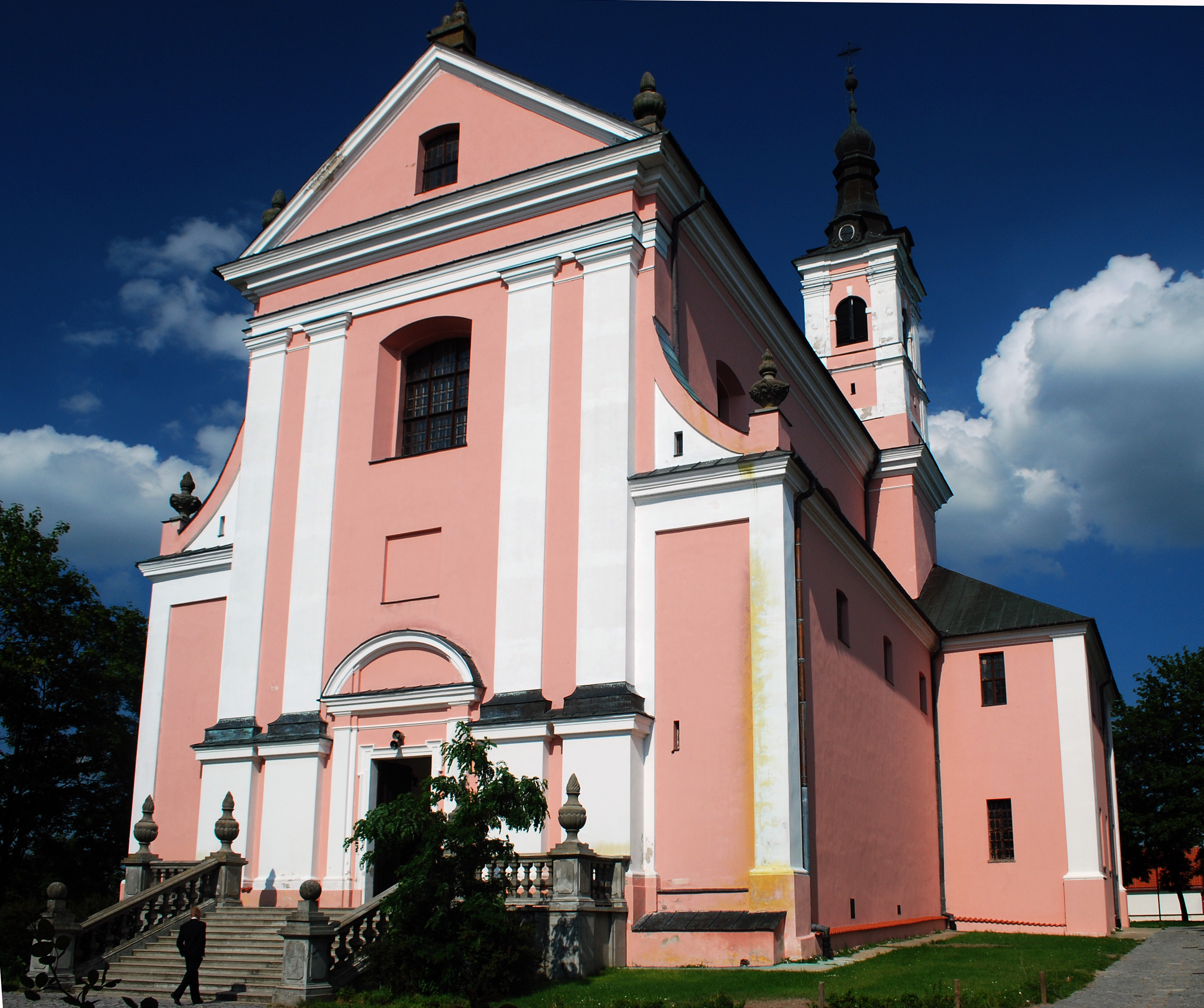
Kościół w Wigrach

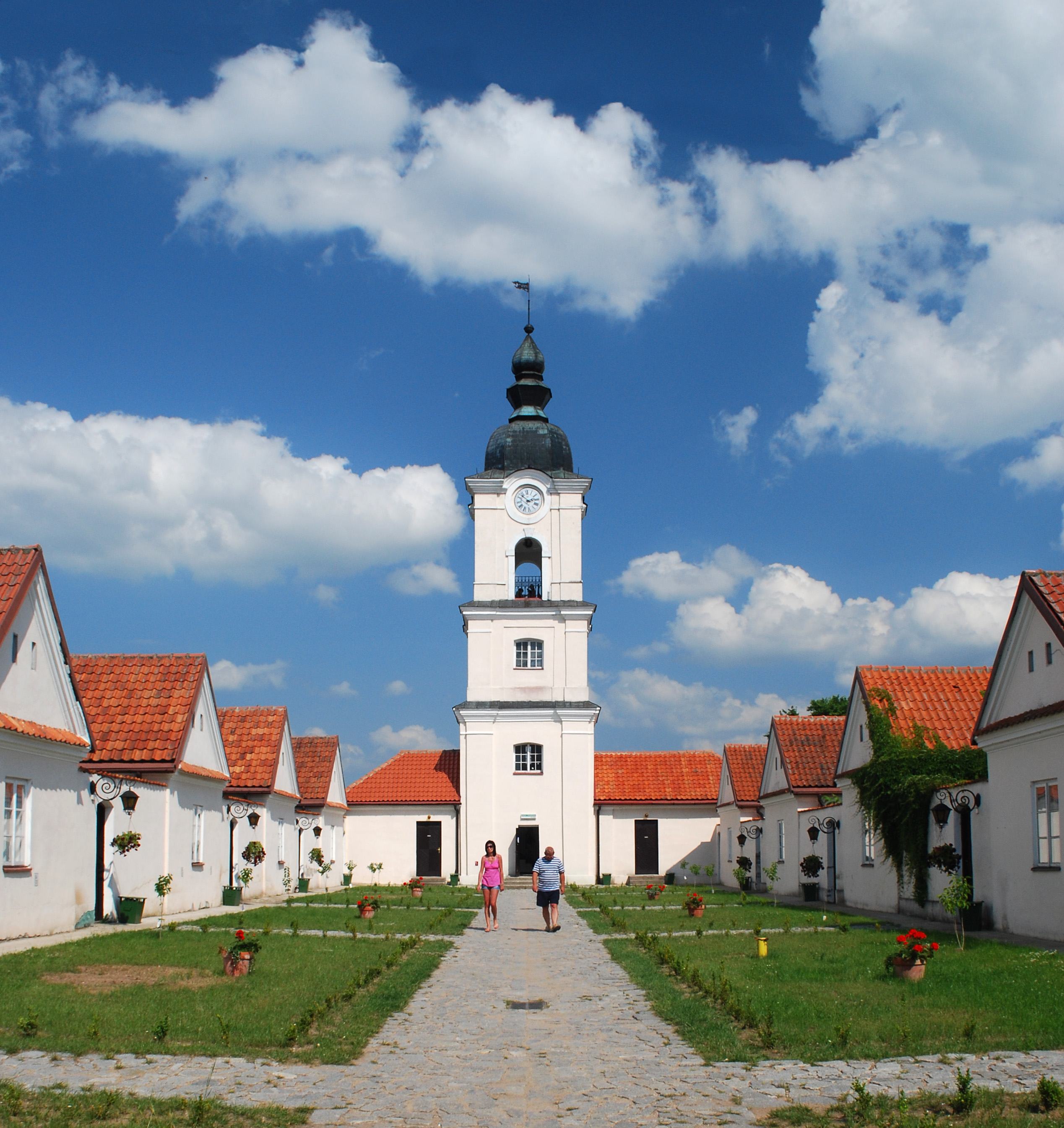
Dziedziniec z eremami

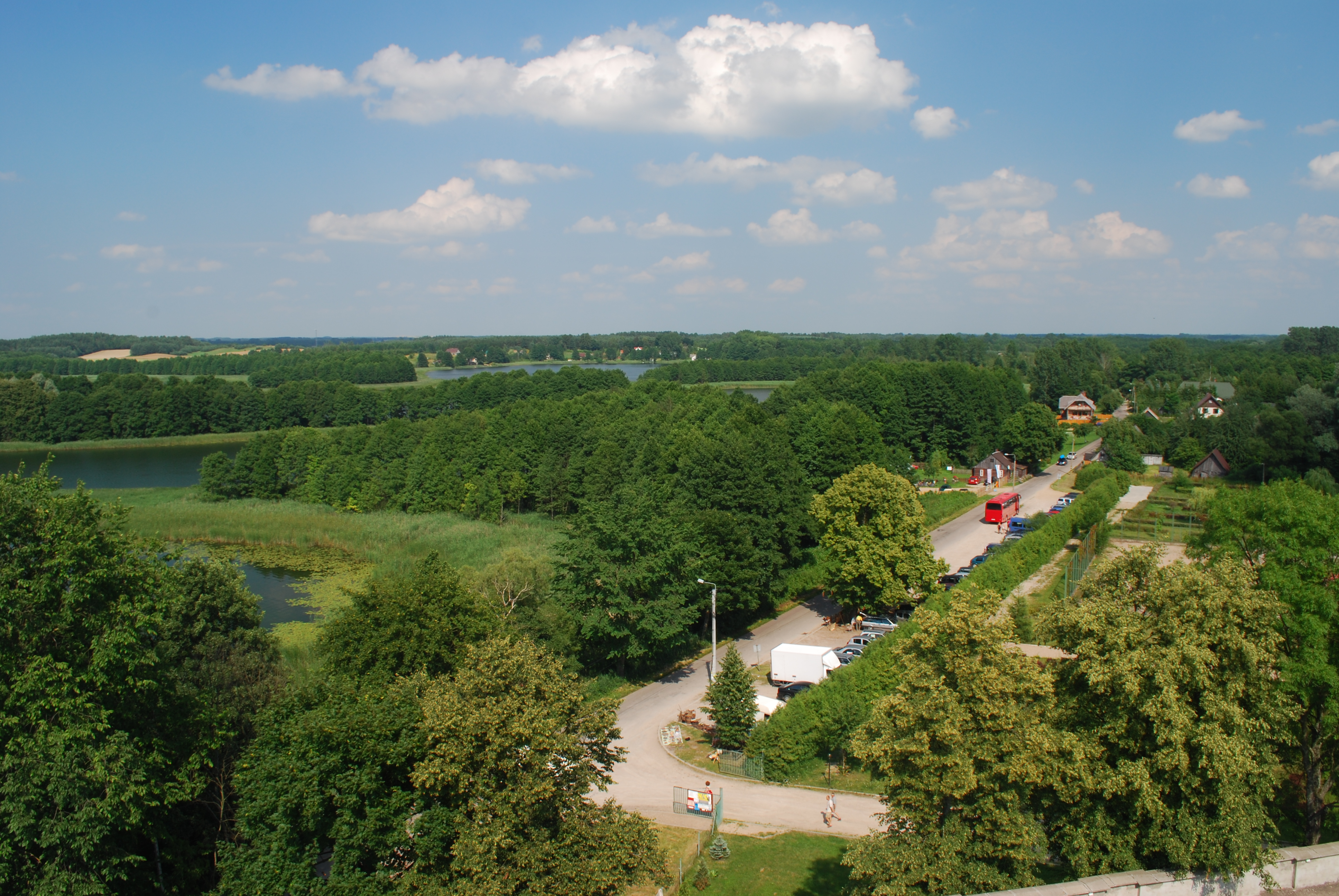
Panorama wsi z wieży klasztoru

Wierni kościoła rzymskokatolickiego należą do miejscowej parafii Niepokalanego Poczęcia Najświętszej Maryi Panny.

## Klasztor kamedułów
We wsi znajduje się kościół i były klasztor zakonu kamedułów. Erem kamedułów w Wigrach należał do najbogatszych w Europie. Ufundowany został 6 stycznia 1667 roku przez Jana II Kazimierza Wazę z obowiązkiem codziennej modlitwy o oddalenie od kraju wszystkich nieszczęść. W 1805 klasztor skasowano, a zakonnicy przenieśli się na podwarszawskie Bielany. W klasztorze w latach 1975–2010 mieścił się Dom Pracy Twórczej Ministerstwa Kultury i Sztuki. Obecnie obiekt ponownie wrócił we władanie kościoła. W dawnych eremach znajdują się pokoje gościnne i apartamenty, które można odpłatnie wynajmować. Na terenie klasztoru można zwiedzić Apartamenty i Kaplicę Papieską, Krypty w Kościele, Wieżę Zegarową, Wystawy oraz czytelnię Jana Pawła II, ufundowaną po jego noclegu na terenie Klasztoru w 1999 r. Późnobarokowy kościół z bogatym wystrojem wnętrza jest ciągle użytkowany i cieszy się popularnością wśród nowożeńców. Odbywają się w nim również koncerty chorału gregoriańskiego.
Krypta kościelna zawiera ponad 40 zamurowanych wnęk z ciałami zmarłych eremitów. W dwóch przeszklonych wnękach, które prawdopodobnie były plądrowane przez Niemców w czasie II wojny światowej w poszukiwaniu kosztowności, widać poczerniałe od upływu czasu kości. Na ścianie znajduje się malowidło przedstawiające taniec śmierci, alegorię śmierci zapraszającej mnicha do tańca.
W 1973 została zawarta przez Ministerstwo Kultury i Sztuk PRL z Kościołem katolickim umowa dzierżawy kompleksu klasztornego na 50 lat, która z dniem 9.12.2010 roku została wypowiedziana przez Skarb Państwa. Obecnie na terenie pokamedulskiego klasztoru w Wigrach działają powołane przez biskupa ełckiego Jerzego Mazura: od dnia 1 maja 2011 Wigierski Areopag Nowej Ewangelizacji  (WANE) oraz Fundacja Wigry Pro, która swoją działalność rozpoczęła z dniem 1 stycznia 2016.
Pod Klasztorem, wzdłuż jeziora Wigry powstały liczne kempingi i pensjonaty. Na terenie wsi i Klasztoru 15-16 sierpnia odbywa się Jarmark Wigierski.
Na terenie klasztoru w Wigrach kręcony był film "Ryś" w reżyserii Stanisława Tyma. Od 1977 roku w  ośrodku pracy twórczej Ministerstwa Kultury odbywały się plenery malarskie „Sztuka i środowisko”, przekształcone potem w międzynarodowe seminarium pod hasłem „Kultura i środowisko”.

## Zabytki
Do rejestru zabytków Narodowego Instytutu Dziedzictwa wpisany jest klasztor kamedułów wraz z jego częściami składowymi:
- zespół klasztorny kamedułów, 1678–93, 1922–25, 1976–78 (nr rej.: 3 z 9.02.1979):

- kościół, obecnie parafialny pw. Niepokalanego Poczęcia NMP
- refektarz z bramą wjazdową
- dom furtiana
- wieża Zegarowa
- brama Wjazdowa
- wieża Schodowa
- dom gościnny „królewski”
- kaplica Kanclerska
- 17 eremów
- plebania i budynek gospodarczy
- mury oporowe i obronne